# Eugenio Salomone Camerini

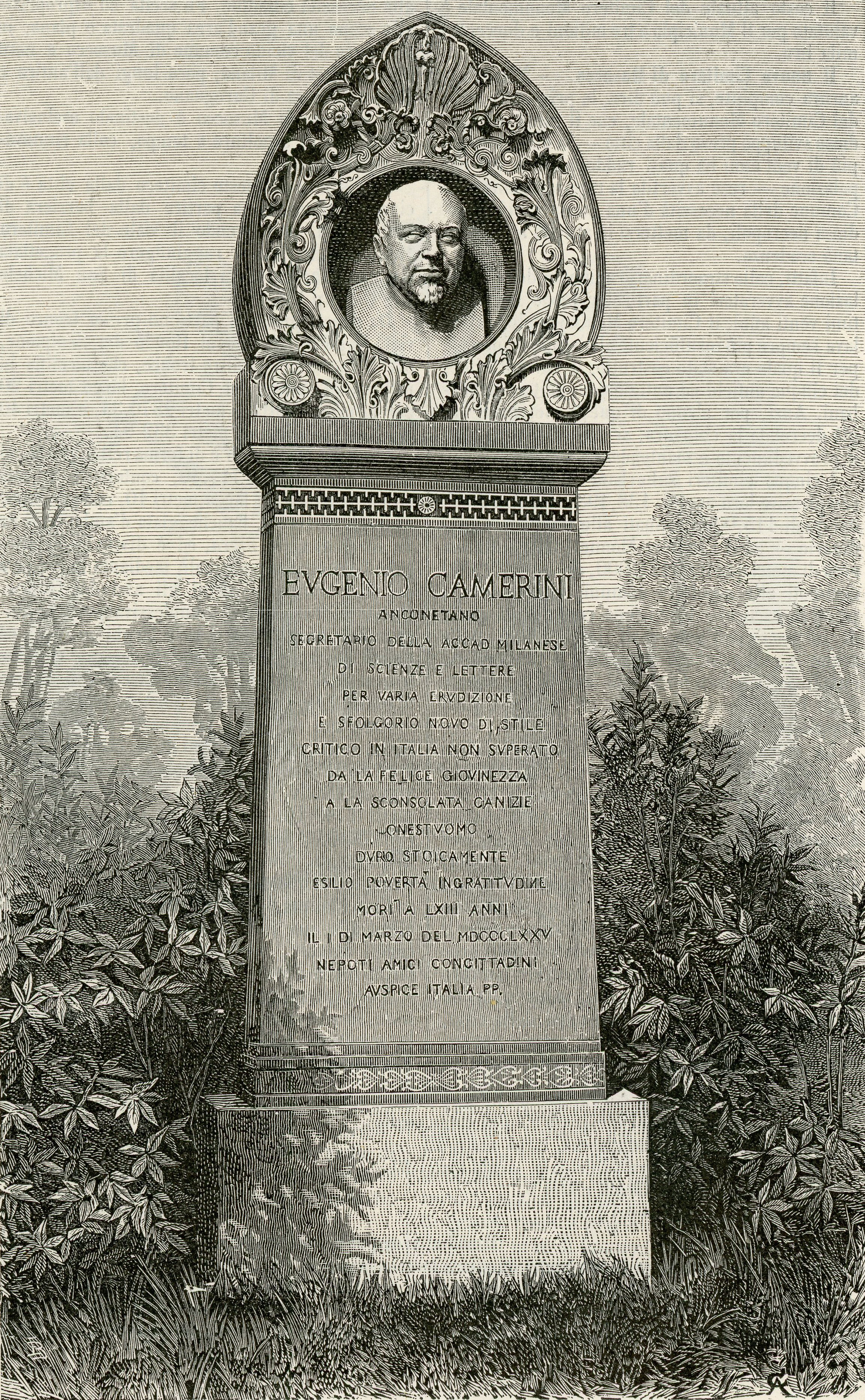
Milano (Cimitero Monumentale): monumento a Eugenio Camerini.

Eugenio Salomone Camerini (Ancona, 13 luglio 1811 – Milano, 1º marzo 1875) è stato un letterato e giornalista italiano.

## Biografia
Salomone Eugenio Camerini trascorse gli anni della sua giovinezza, dal 1830 al 1839, tra Pisa, Firenze e Napoli, dove fu allievo di Basilio Puoti. Tornò poi alla sua città nativa e vi rimase fino al 1848. In seguito alla morte dei suoi due fratelli, dovette occuparsi dell'azienda commerciale del padre, senza poterla salvare dal dissesto finanziario.
Si trasferì dapprima a Firenze, dove riallacciò precedenti amicizie e svolse attività giornalistica, poi a Torino, dove soggiornò a lungo fino al 1859. Durante la permanenza nel capoluogo piemontese, collaborò a riviste letterarie e quotidiani, usando vari pseudonimi e assumendo il nome di "Eugenio". Qui conobbe da vicino Massimo d'Azeglio, di cui scrisse poi un profilo, che apparve nel 1861 nella collana «I contemporanei italiani» della UTE di Torino. Nello stesso periodo torinese collaborò con «Il Crepuscolo» di Carlo Tenca, tenendo una rubrica che s'intitolava Corrispondenze letterarie dal Piemonte.
Trasferitosi definitivamente a Milano nel 1860, si occupò della redazione letteraria del quotidiano «La Perseveranza», si avvalse dell'autorevole amicizia di Terenzio Mamiani e fu segretario dell'Accademia di scienze e lettere, oltre a curare prefazioni e collane di classici, soprattutto del Cinquecento italiano, per gli editori Daelli («Biblioteca rara») e Sonzogno («Biblioteca classica economica»).
Grande e duratura risonanza ebbe la Divina Commedia illustrata da Gustavo Doré e dichiarata con note tratte dai migliori commenti per cura di Eugenio Camerini per l'editore Sonzogno (1868).
Eugenio Camerini morì a Milano il 1º marzo 1875, dopo un lungo periodo di malattia e di ristrettezze economiche.

## Tra divulgazione e critica letteraria
L'abbondante produzione del Camerini ebbe intenti prevalentemente divulgativi, ma fu sostenuta da un vivo interesse concentrato soprattutto sui minori del Cinquecento italiano e da un'ottima conoscenza delle letterature straniere.
Secondo Giulio Marzot, «Il suo pregio è nella nobile sollecitudine con cui accoglie i prodotti, anche di grado minore, della letteratura del giorno; nella lieta franchezza con cui plaude alla scoperta di scrittori nuovi. ( [...] ) Il Camerini ci appare quale critico il più adatto a intendere le innovazioni del secondo e terzo romanticismo, e insieme a indicare gli svantaggi di un troppo baldo affrancamento dai valori umanistici.»

## Opere principali
- [S. Camerini], Vita breve di monsignore Ascanio Piccolomini arcivescovo di Siena, Ancona, per Sartorj Cherubini, 1847
- Massimo d'Azeglio, Torino, UTE, 1861 («I contemporanei italiani. Galleria nazionale del secolo XIX», 16).
- Profili letterari, Firenze, Barbera, 1870.
- I precursori del Goldoni, Milano, Sonzogno, 1872.
- Nuovi profili letterari, in quattro volumi, Milano, N. Battezzati e D. Saldini, 1875.
- Scrittori comici, Milano, N. Battezzati e D. Saldini, 1875.
- Donne illustri, biografie, Milano, F. Garbini, 1870.

### Curatele
- Dante Alighieri, La Divina Commedia, commento di E. Camerini, Milano, Sonzogno, 1868. - 3 voll., Firenze, Gabriele Di Marco Editore, 1983.